# Rhopalodes seminivea
Rhopalodes seminivea är en fjärilsart som beskrevs av W. Warren 1900. Rhopalodes seminivea ingår i släktet Rhopalodes och familjen mätare. Inga underarter finns listade.